# Volta à Romandia de 2009
A 63.ª edição do Volta à Romandia, disputado em 2009 entre o 28 de abril e o 3 de maio, esteve dividida em seis etapas: quatro em estrada, uma contrarrelógio por equipas e um prólogo individual. A prova integrava-se no UCI ProTour desse ano.
A carreira fez parte do calendário UCI ProTour de 2009.
Tomaram parte na carreira 20 equipas: os 18 de categoria UCI ProTeam (ao ser obrigada a sua participação); mais 2  de categoria Profissional Continental mediante convite da organização (Cervélo Test Team e BMC Racing Team). A carreira contou assim com participantes ilustres, como Cadel Evans, Roman Kreuziger, Alejandro Valverde, Vladímir Karpets, Óscar Freire, Denis Menchov, Mark Cavendish e Jens Voigt.
O ganhador foi Roman Kreuziger (quem também fez-se com a etapa rainha) depois de vencer na etapa rainha com uma ampla diferença. Acompanharam-lhe no pódio Vladímir Karpets e Rein Taaramae, respectivamente.
Nas classificações secundárias impuseram-se Laurens Ten Dam (montanha), Grégory Rast (sprints) e Caisse d'Epargne (equipas).

### Etapa 1 - 29 de abril de 2009: Montreux-Friburgo, 92 km

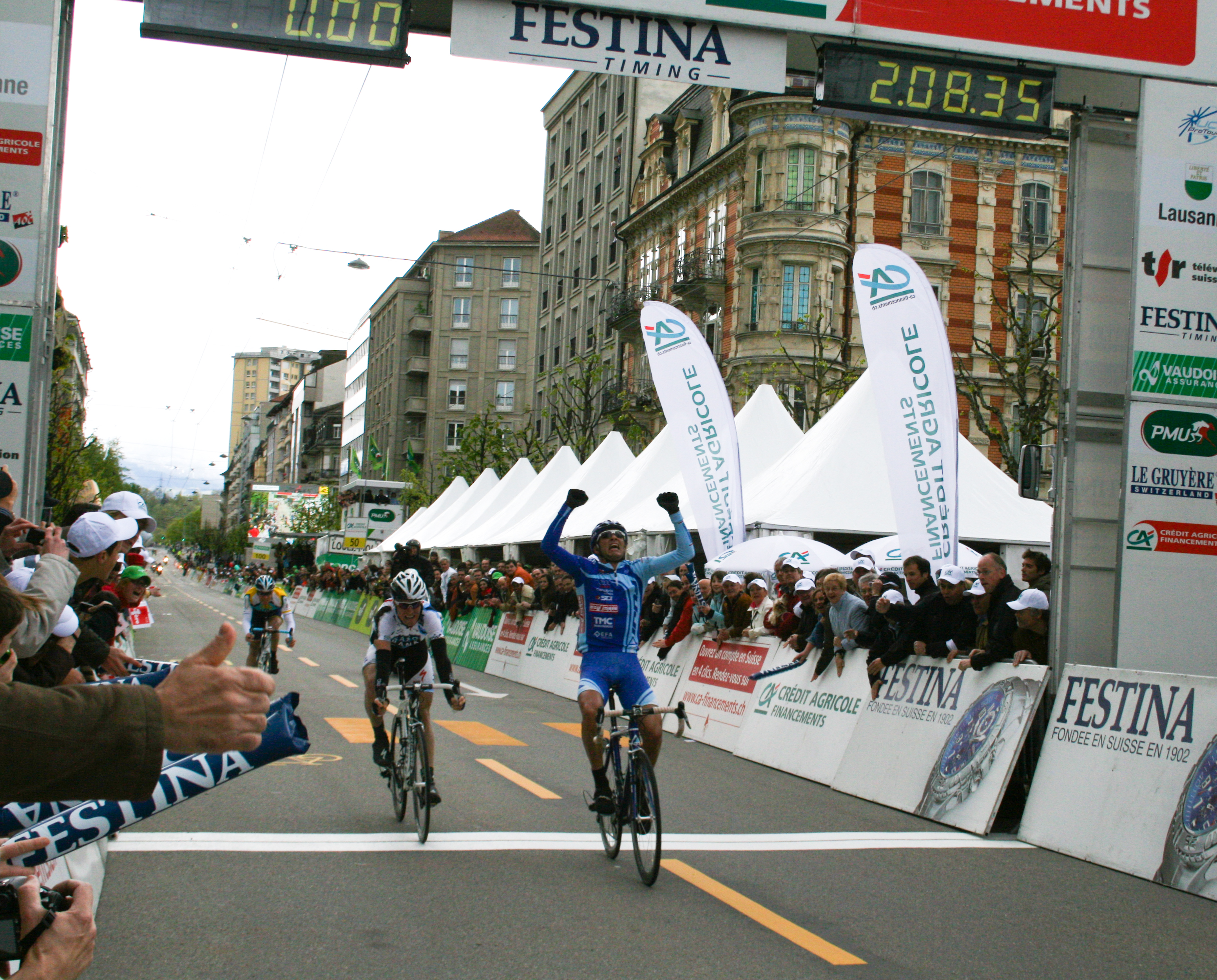
Ricardo Serrano, impondo-se na primeira etapa

## Etapas

### Prólogo - 28 de abril de 2009:Lausana-Lausana(CRI), 3,1 km

#### Classificações
|   | Ciclista           | Equipa             | Tempo  |
| - | ------------------ | ------------------ | ------ |
| 1 | Frantisek Rabon    | Columbia-High Road | 3' 44" |
| 2 | Sandy Casar        | Française des Jeux | + 2"   |
| 3 | Alejandro Valverde | Caisse d'Epargne   | + 3"   |
| 4 | Tyler Farrar       | Garmin-Slipstream  | + 4"   |
| 5 | Roman Kreuziger    | Liquigas           | m.t.   |

|   | Ciclista           | Equipa             | Tempo  |
| - | ------------------ | ------------------ | ------ |
| 1 | Frantisek Rabon    | Columbia-High Road | 3' 44" |
| 2 | Sandy Casar        | Française des Jeux | + 2"   |
| 3 | Alejandro Valverde | Caisse d'Epargne   | + 3"   |
| 4 | Tyler Farrar       | Garmin-Slipstream  | + 4"   |
| 5 | Roman Kreuziger    | Liquigas           | m.t.   |

### Etapa 1 - 29 de abril de 2009:Montreux-Friburgo, 92 km[1][2]

#### Classificações
|   | Ciclista        | Equipa             | Tempo      |
| - | --------------- | ------------------ | ---------- |
| 1 | Ricardo Serrano | Fuji-Servetto      | 2h 08' 35" |
| 2 | Lars Ytting Bak | Saxo Bank          | m.t.       |
| 3 | Grégory Rast    | Astana             | m.t.       |
| 4 | Tony Martin     | Columbia-High Road | + 28"      |
| 5 | Haimar Zubeldia | Astana             | m.t.       |

|   | Ciclista        | Equipa             | Tempo      |
| - | --------------- | ------------------ | ---------- |
| 1 | Grégory Rast    | Astana             | 2h 12' 17" |
| 2 | Ricardo Serrano | Fuji-Servetto      | + 5"       |
| 3 | Lars Ytting Bak | Saxo Bank          | + 12"      |
| 4 | Frantisek Rabon | Columbia-High Road | + 35"      |
| 5 | Sandy Casar     | Française des Jeux | m.t.       |

### Etapa 2 - 30 de abril de 2009:La Chaux-de-Fonds-La Chaux-de-Fonds, 162 km

#### Classificações
|   | Ciclista        | Equipa             | Tempo      |
| - | --------------- | ------------------ | ---------- |
| 1 | Óscar Freire    | Rabobank           | 4h 06' 56" |
| 2 | Frantisek Rabon | Columbia-High Road | m.t.       |
| 3 | Assan Bazayev   | Astana             | m.t.       |
| 4 | Roman Kreuziger | Liquigas           | m.t.       |
| 5 | Daniel Martin   | Garmin-Slipstream  | m.t.       |

|   | Ciclista        | Equipa             | Tempo      |
| - | --------------- | ------------------ | ---------- |
| 1 | Grégory Rast    | Astana             | 6h 19' 13" |
| 2 | Ricardo Serrano | Fuji-Servetto      | + 5"       |
| 3 | Lars Ytting Bak | Saxo Bank          | + 12"      |
| 4 | Frantisek Rabon | Columbia-High Road | + 27"      |
| 5 | Óscar Freire    | Rabobank           | + 28"      |

### Etapa 3 - 1 de maio de 2009:Yverdon-les-Bains-Yverdon-les-Bains(CRE), 14,8 km

#### Classificações
|   | Ciclista           | Equipa             | Tempo   |
| - | ------------------ | ------------------ | ------- |
| 1 | Columbia-High Road | Columbia-High Road | 18' 37" |
| 2 | Caisse d'Epargne   | Caisse d'Epargne   | + 10"   |
| 3 | Saxo Bank          | Saxo Bank          | + 16"   |
| 4 | Liquigas           | Liquigas           | + 24"   |
| 5 | Silence-Lotto      | Silence-Lotto      | + 25"   |

|   | Ciclista            | Equipa             | Tempo      |
| - | ------------------- | ------------------ | ---------- |
| 1 | Frantisek Rabon     | Team Columbia      | 6h 38' 17" |
| 2 | Lars Ytting Bak     | Saxo Bank          | + 1"       |
| 3 | Tony Martin         | Columbia-High Road | + 8"       |
| 4 | Alejandro Valverde  | Caisse d'Epargne   | + 19"      |
| 5 | Kanstantsín Siutsou | Columbia-High Road | + 21"      |

### Etapa 4 - 2 de maio de 2009:Estavayer-le-Lac-Sainte-Croix, 157 km

#### Classificações
|   | Ciclista           | Equipa                      | Tempo      |
| - | ------------------ | --------------------------- | ---------- |
| 1 | Roman Kreuziger    | Liquigas                    | 4h 11' 44" |
| 2 | Rein Taaramae      | Cofidis, le Crédit en Ligne | m.t.       |
| 3 | Vladímir Karpets   | Katusha                     | + 7"       |
| 4 | Fredrik Kessiakoff | Fuji-Servetto               | + 17"      |
| 5 | Mikel Astarloza    | Euskaltel-Euskadi           | + 45"      |

|   | Ciclista           | Equipa                      | Tempo       |
| - | ------------------ | --------------------------- | ----------- |
| 1 | Roman Kreuziger    | Liquigas                    | 10h 50' 25" |
| 2 | Vladímir Karpets   | Katusha                     | + 18"       |
| 3 | Rein Taaramae      | Cofidis, le Crédit en Ligne | + 25"       |
| 4 | Alejandro Valverde | Caisse d'Epargne            | + 46"       |
| 5 | Rigoberto Urán     | Caisse d'Epargne            | + 48"       |

### Etapa 5 - 3 de maio de 2009:Aubonne-Genebra, 151 km

#### Classificações
|   | Ciclista         | Equipa                      | Tempo   |
| - | ---------------- | --------------------------- | ------- |
| 1 | Óscar Freire     | Rabobank                    | 31' 59" |
| 2 | Tyler Farrar     | Garmin-Slipstream           | m.t.    |
| 3 | Koldo Fernández  | Euskaltel-Euskadi           | m.t.    |
| 4 | Philippe Gilbert | Silence-Lotto               | m.t.    |
| 5 | Nico Sijmens     | Cofidis, le Crédit en Ligne | m.t.    |

|   | Ciclista           | Equipa                      | Tempo       |
| - | ------------------ | --------------------------- | ----------- |
| 1 | Roman Kreuziger    | Liquigas                    | 14h 20' 14" |
| 2 | Vladímir Karpets   | Katusha                     | + 18"       |
| 3 | Rein Taaramae      | Cofidis, le Crédit en Ligne | + 25"       |
| 4 | Alejandro Valverde | Caisse d'Epargne            | + 46"       |
| 5 | Rigoberto Urán     | Caisse d'Epargne            | + 48"       |

## Classificações finais

### Classificação geral
| Posição | Ciclista            | Equipa                      | Tempo       |
| ------- | ------------------- | --------------------------- | ----------- |
|         | Roman Kreuziger     | Liquigas                    | 14h 20' 14" |
| 2       | Vladímir Karpets    | Katusha                     | + 18"       |
| 3       | Rein Taaramae       | Cofidis, le Crédit en Ligne | + 25"       |
| 4       | Alejandro Valverde  | Caisse d'Epargne            | + 46"       |
| 5       | Rigoberto Urán      | Caisse d'Epargne            | + 48"       |
| 6       | Lars Ytting Bak     | Saxo Bank                   | + 1' 01"    |
| 7       | Cadel Evans         | Silence-Lotto               | + 1' 07″    |
| 8       | Tony Martin         | Columbia-High Road          | + 1' 08″    |
| 9       | Fredrik Kessiakoff  | Fuji-Servetto               | + 1' 16″    |
| 10      | Kanstantsín Siutsou | Columbia-High Road          | + 1' 21″    |

### Classificação da montanha
| Posição | Ciclista        | Equipa                      | Pontos |
| ------- | --------------- | --------------------------- | ------ |
|         | Laurens Ten Dam | Rabobank                    | 36     |
| 2       | Mathieu Sprick  | BBox-Bouygues Telecom       | 28     |
| 3       | David Moncoutié | Cofidis, le Crédit en Ligne | 26     |
| 4       | Ricardo Serrano | Fuji-Servetto               | 20     |
| 5       | Florent Brard   | Cofidis, le Crédit en Ligne | 20     |

### Classificação dos sprints
| Posição | Ciclista         | Equipa                      | Pontos |
| ------- | ---------------- | --------------------------- | ------ |
|         | Grégory Rast     | Astana                      | 15     |
| 2       | Rein Taaramae    | Cofidis, le Crédit en Ligne | 12     |
| 3       | Jérôme Coppel    | Française des Jeux          | 9      |
| 4       | Sandy Casar      | Française des Jeux          | 7      |
| 5       | Philippe Gilbert | Silence-Lotto               | 6      |

### Classificação por equipas
| Posição | Equipa           | Tempo       |
| ------- | ---------------- | ----------- |
|         | Caisse d'Epargne | 43h 03' 47" |
| 2       | Astana           | + 2' 13"    |
| 3       | Fuji-Servetto    | + 2' 58"    |
| 4       | Ag2r-La Mondiale | + 3' 21"    |
| 5       | Silence-Lotto    | + 3' 34"    |

## Evolução das classificações
| Etapa (Vencedor)                | Classificação geral | Classificação da montanha | Classificação dos sprints | Classificação por equipas |
| ------------------------------- | ------------------- | ------------------------- | ------------------------- | ------------------------- |
| Prólogo (CRI) (Frantisek Rabon) | Frantisek Rabon     | não se entregou           | não se entregou           | Française des Jeux        |
| 1ª etapa (Ricardo Serrano)      | Grégory Rast        | Ricardo Serrano           | Grégory Rast              | Astana                    |
| 2ª etapa (Óscar Freire)         | Grégory Rast        | Mathieu Sprick            | Grégory Rast              | Astana                    |
| 3ª etapa (CRE) (Team Columbia)  | Frantisek Rabon     | Mathieu Sprick            | Grégory Rast              | Columbia                  |
| 4ª etapa (Roman Kreuziger)      | Roman Kreuziger     | Laurens Ten Dam           | Grégory Rast              | Caisse d'Epargne          |
| 5ª etapa (Óscar Freire)         | Roman Kreuziger     | Laurens Ten Dam           | Grégory Rast              | Caisse d'Epargne          |
| Final                           | Roman Kreuziger     | Laurens Ten Dam           | Grégory Rast              | Caisse d'Epargne          |